# 桑普森級驅逐艦
桑普森級驅逐艦(Sampson Class Destroyer)是一次世界大戰時期美國海軍的1000噸級魚雷艇驅逐艦，和前級的主要差異是將二聯裝魚雷管改為三聯裝。此級參與過一次大戰大西洋的船團護航任務，戰後被封存後又再度短暫使用後除役。其中有一艘 DD-66 阿倫號還參與過二次世界大戰，是當時服役期間最久的驅逐艦。

## 武裝變遷
本級安裝四門4吋50倍徑砲, 分別在艦艏, 艦艉以及艦橋後方左右舷。在海象惡劣的時候，海水容易打上主砲甲板。另外本級還首度安裝了2門1磅砲(37mm)作為防空用途。魚雷武裝上，在兩舷各裝了二座三聯裝21吋魚雷發射管，主要配備 Mk.8 魚雷。
在一次世界大戰時，艦艉追加深水炸彈軌條。
Allen 號進入二次大戰後並沒有大幅修改，僅將左右舷魚雷發射管各拆除一座改裝深水炸彈投射機(K砲)，並廢除1磅砲，改裝6座20mm機砲，還有裝上SC雷達。